# Moblin
Moblin (скорочення від мобільний Лінукс) — спеціалізований Linux-дистрибутив, призначений для запуску на ультрапортативних пристроях, оснащених процесором Intel Atom. Як основа для графічного інтерфейсу розробники Moblin використовують напрацювання Open Source-проєкту GNOME Mobile, які вони адаптують для невеликих екранів нетбуків. Графічний інтерфейс користувача розрахований на нетбуки з діагоналлю екрану від 7 до 12 дюймів і ґрунтується на бібліотеці Clutter, що активно використовує ресурси відеокарти.
Проєкт Moblin був ініційований Intel в 2007 році, і пізніше переданий у ведення Linux Foundation, але інженери Intel як і раніше беруть участь в розробці.
Компоненти Moblin працюють поверх інфраструктури ОС, що дозволяє легко адаптувати їх для будь-якого Linux дистрибутиву.  До ініціативи Moblin приєдналися такі проєкти і компанії, як gOS, Mandriva, Turbolinux, Novell, Ubuntu/Canonical, Fedora тощо. Проєкт Moblin став засобом для об'єднання зусиль розробників зі створення програмного стека і різних програмних компонент для субноутбуків і мобільних інтернет пристроїв (MID).